# Mastigonema

Dibujo esquemático de Cafeteria roenbergensis (clase Bicosoecea) mostrando dos flagelos: uno anterior mastigonemado (con fibrillas) y otro posterior liso.

Las mastigonemas son las fibrillas que a modo de peine salen de los flagelos de algunos organismos, por ejemplo, de los protistas estramenopilos y algas criptófitas. En biología celular, se dice que un flagelo está mastigonemado cuando posee mastigonemas. Se supone que estas estructuras sirven para asistir u orientar el movimiento, incrementando el área del flagelo.